# Heteropoda hampsoni
Heteropoda hampsoni är en spindelart som beskrevs av Pocock 1901. Heteropoda hampsoni ingår i släktet Heteropoda och familjen jättekrabbspindlar. Inga underarter finns listade i Catalogue of Life.